# Global Voices
Global Voices ist ein internationales Netzwerk von Bloggern und Bürgerjournalisten, das sich mit der Beobachtung und Dokumentation internationaler Blogs beschäftigt. Die nicht auf Gewinnerzielung ausgerichtete Online-Gemeinschaft wurde 2004 am Berkman Center for Internet & Society der Harvard Law School von Ethan Zuckerman und Rebecca MacKinnon gegründet. 2008 wurde sie als gemeinnützige Stiftung in Amsterdam eingetragen.

## Arbeitsweise
Global Voices möchte eine Gemeinschaft von „Brücken-Bloggern“ ermöglichen, die eine „Brücke schlagen können zwischen zwei Sprachen oder zwei Kulturen.“ Ein Team von Regionalredakteuren wählt Diskurse aus und fasst sie zusammen. Die Beiträge kommen aus den unterschiedlichsten Blogosphären mit einem Schwerpunkt auf Stimmen, die nicht aus dem Westen kommen und unterrepräsentiert sind. Im Rahmen des Internetauftritts von Global Voices finden sich beispielsweise kongolesische Blogger, die die Wahlen 2006 diskutieren oder arabische Blogger, die auf die Kontroverse um die dänischen Karikaturen reagieren.
Im Jahr 2007 formierte sich das Project Lingua mit dem Ziel, den Inhalt von Global Voices aus dem Englischen in andere Sprachen zu übersetzen. Derzeit werden die Inhalte von selbständigen, aber eng vernetzten Gruppen in mehr als 15 Sprachen übersetzt, unter anderem auch ins Deutsche.

## GV Radio
Seit Mai 2015 betreibt Global Voices unter dem Namen GV Radio einen Audio-Webchannel. Das achtstündige Programm besteht aus einer mehrsprachigen Endlosschleife aus Podcasts und freier Weltmusik.

## Auszeichnungen
Im Januar 2006 erhielt Global Voices von der Nachrichtenagentur Reuters eine Unterstützungszuwendung ohne Bedingungen. Ebenfalls 2006 erhielt die Stiftung in Anerkennung ihrer Innovation im Journalismus den mit 10.000 USD dotierten Knight-Batten Grand Prize.